# István Wesselényi
István Wesselényi de Hadad (Aranyosgerend, 21 augustus 1674 - Kolozsvár, 27 april 1734) was een Hongaars grootgrondbezitter en politicus.

## Biografie
Baron Wesselényi werd in 1699 opper-ispán van het comitaat Közép-Szolnok. Datzelfde jaar trouwde hij met Katalin Bánffy, de dochter van gouverneur György Bánffy. In augustus 1703 vluchtte hij voor de Transsylvaanse opstandelingen onder leiding van Frans II Rákóczi naar Nagyszeben, waar hij tot 1708 in gevangenschap bleef. Hij was gouverneur van Zevenburgen van 1710 tot 1713, in 1715 werd hij voorzitter van de Zevenburgse Landdag en het gerecht en in 1729 werd hij geheimraad. In 1731 werd hij weer tijdelijk gouverneur van Zevenburgen.